# Данибегашвили, Рафаил
Рафаил Данибегов (Данибеков, Данибегашвили) (ок. 1770 — после 1827) — грузинский путешественник, дипломат и писатель

 конца XVIII — начала XIX века.

## Биография
Богатый грузинский купец. По поручению грузинских царей Ираклия II и Георгия XII совершил в 1795—1827 годах пять продолжительных путешествий из Грузии в Индию, посетив также пределы Османской империи, Персии, Дурранийской империи (Афганистан), Бухарского эмирата, Бирмы, острова Цейлон и других государств.
Впервые 15 марта 1795 года отправился в Индию. Через Арзамас, Диарбекир, Багдад, прибыл в Маскат, на берегу Персидского залива, оттуда морем переправился в Бомбей. Побывал на Цейлоне, в Мадрасе, объехал очень многие населённые пункты Индии.
Обратный его путь лежал через Кашмир, Тибет, Яркенд, оттуда следуя обычной караванной дорогой, он пробрался в Аксу и через Учтурфан и Илийский край в Семипалатинск, Омск, Нижний Новгород и Москву.
В путешествии провёл 18 лет. Описание пути, первоначально написанное на грузинском языке, перевёл на русский и издал в 1815 году в Москве, посвятив перевод императору Александру I. В своей книге Данибегов собрал «некоторые черты обычаев и нравов обитателей тамошних, образа их жизни, их богослужения и некоторые сведения о качествах самой земли».
Р. Данибегашвили, возможно, был первым из числа жителей Российской империи, посетившим Бирму. Во всяком случае, его путевые заметки — самое раннее известное нам описание этой страны на русском языке.
Специалисты отмечали мастерство путешественника, с каким он описывал дальние страны, сжатость изложения и меткость языка, и находили, что записи Р. Данибегашвили во многом напоминают «Хожение за три моря» Афанасия Никитина (1475).